# Patró molecular associat a patògens
Els patrons moleculars associats a patògens (PAMP, de l'anglès pathogen-associated molecular patterns) són estructures moleculars conservades i essencials per a la supervivència dels patògens. Aquestes PAMP són detectades pels receptors de reconeixement de patrons (PRR, de l'anglès pattern recognition receptors) per part de l'hoste infectat, expressats principalment en cèl·lules del sistema immunitari innat, com les cèl·lules dendrítiques, els macròfags i els neutròfils.
El reconeixement de les PAMP per part dels PRR indueix ràpidament una resposta immunitària innata donant lloc a la producció de respostes inflamatòries, mediades per citocines i quimiocines proinflamatòries. Aquestes molècules afavoreixen l'eliminació del patogen activant mecanismes com la fagocitosi, la producció de espècies reactives d'oxigen (ROS) o la presentació antigènica.
Han estat identificades diverses families de PRR com per exemple els receptors de tipus Toll (TLR, de l'anglès Toll-like receptors), els receptors de tipus NOD (NLR, de l'anglès NOD-like receptors) i els receptors de tipus RIG-I (RLR, de l'anglès RIG-I-like receptors) i els receptors d’ADN.
Els receptors de tipus Toll (TLR) van ser els primers PRR identificats i són els més ben caracteritzats. Són proteïnes transmembrana que presenten ectodominis amb repeticions de leucines que participen en el reconeixement dels PAMP i presenten un domini intracel·lular tipus TIR (Toll/IL-1 receptor), que intervenen en la transducció de senyals. Aquests receptors poden expressar-se a la superfície cel·lular (on detecten components extracel·lulars de bacteris) o en compartiments endosòmics (on reconeixen àcids nucleics vírics i bacterians). Fins a 2011, s’havien identificat 10 TLR funcionals en humans, cadascun amb especificitat per PAMP concrets derivats de diversos tipus de patògens: virus, bacteris, micobacteris, fongs i paràsits.
La seva conservació evolutiva reflecteix la seva importància funcional i el fet que els patògens no puguin modificar fàcilment aquestes molècules sense comprometre la seva viabilitat. S’ha observat que una mala regulació d’aquests receptors, podria estar relacionada amb la patogènesi de malalties inflamatòries i autoimmunitàries.
Alguns exemples de PAMP reconeguts pels TLRs són:
- TLR1, TLR2 i TLR6: reconeixen lipoproteïnes bacterianes, especialment de bacteris grampositius.[2]
- TLR3: reconeix ARN de doble cadena (dsRNA), típic de virus.[4]
- TLR4: reconeix lipopolisacàrids (LPS) de la membrana externa de bacteris gramnegatius.[2][5]
- TLR5: reconeix flagel·lina, la proteïna estructural dels flagels bacterians.
- TLR7 i TLR8: reconeixen ARN de cadena senzilla (ssRNA), característic de molts virus.[2]
- TLR9: reconeix ADN amb seqüències riques en illes CpG, típiques de bacteris i virus ADN.[5]